# カイリー・アービング
カイリー・アンドリュー・アービング（Kyrie Andrew Irving, 1992年3月23日 - ）は、アメリカ合衆国のプロバスケットボール選手。オーストラリア・ビクトリア州メルボルン出身。NBAのダラス・マーベリックスに所属している。ポジションはポイントガードまたはシューティングガード。あだ名は、「UNCLE DREW」。ドリブルに関してはアレン・アイバーソンと比べられる。フィニッシュ力も人間を超えていてフィンガーロールがシグネチャームーブと言われるほどである。
キャバリアーズ時代の2014年にNBAオールスターMVP、2016年にはNBAチャンピオンを制覇し、アメリカ合衆国代表では、2014年FIBAバスケットボール・ワールドカップでMVPと優勝、リオデジャネイロオリンピックで金メダルを獲得した。

## 生い立ち
父親はボストン大学で1988年にはNCAAトーナメントに出場したが、1回戦で22年後に息子カイリーが入学したデューク大学に敗れた。カイリーは父がオーストラリアでプロバスケットボール選手としてプレーしていた時に、ビクトリア州メルボルンで生まれた。
2歳の時に一家は、アメリカ合衆国に移り、4歳の時に母親が死去した。ニュージャージー州ウェストオレンジで成長した。父親に連れられてしぶしぶ大人との試合に参加した。4学年のときにコンチネンタル・エアラインズ・アリーナを訪れて、将来NBAでプレーすることを誓った。16歳の時に父親との1on1で15-0で勝った。

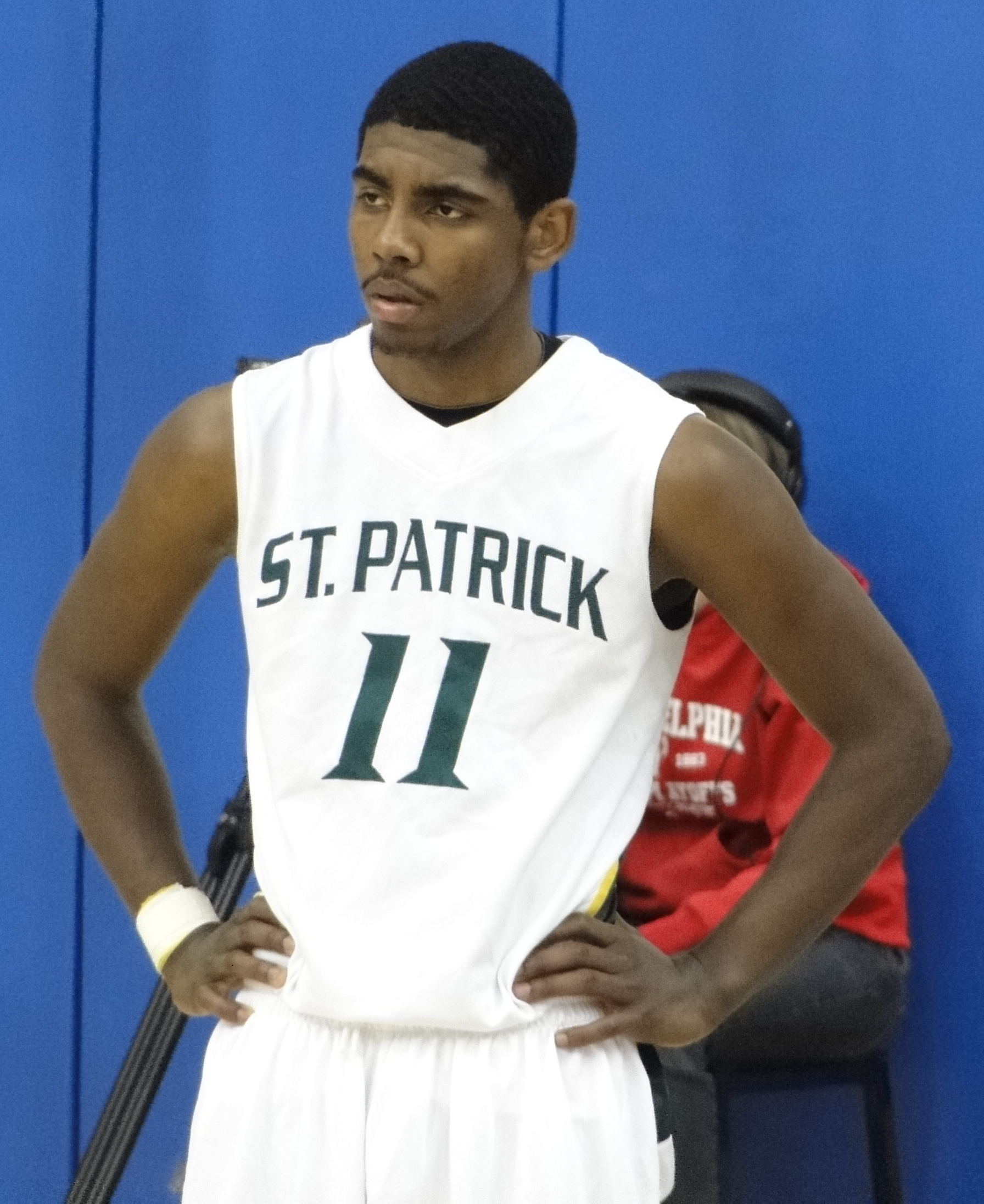
高校時代のアービング

## 高校
高校の1年次、2年次に、モントクレアキンバーリーアカデミーでプレーして、平均26.5得点、10.3アシスト、4.8リバウンド、3.6スティールを記録した。その後、大きなチャンスをつかむために、セントパトリック高校に転校し、マイケル・キッド＝ギルクリストとともにプレーした。3年次に平均17.0得点、5.0リバウンド、6.0アシスト、2.0スティールを記録した。2009年にはナイキ・グローバルチャレンジでアメリカイーストチームで出場。平均21.3得点、4.3アシストを記録してMVPに選ばれた。翌年高校が州のトーナメント出場停止処分を受けたものの、彼は平均24.0得点、5.0リバウンド、7.0アシストを記録した。
2010年1月18日、ジュニアナショナル選抜チームに選ばれた。このチームは同年4月10日、オレゴン州ポートランドのローズ・ガーデンで行われたナイキ・フープサミットに出場した。アービングは2010年のマクドナルド・オール・アメリカンゲーム、ジョーダン・ブランド・クラシックにも出場、ジョーダン・ブランド・クラシックではハリソン・バーンズとともにMVPに選ばれた。2010年6月には、U-18バスケットボールアメリカ選手権で優勝した。大学入学前にScout.comからは全米2位、ESPNUからは全米3位、Rivals.comからは全米4位の高校生選手と評価された。2009年10月22日、デューク大学（ブルーデビルズ）への進学を表明した。

## 大学
大学1年生の2010-11シーズン、アービングはマイク・シャシェフスキーヘッドコーチのもとで開幕から8試合で平均17.4得点、5.1アシスト、3.8リバウンド、FG成功率53.2%と活躍したが、9試合目で右足のつま先を負傷し、NCAAトーナメント前の3月17日に12月4日の試合以来、4カ月ぶりに復帰した。NCAAトーナメントでは自らは28得点を記録したがアリゾナ大学にベスト16で敗れ、これがデューク大学での最後の試合となった。
大学2年に進級せず、2011年のNBAドラフトにアーリーエントリーを表明した。
カレッジスタッツ 
| シーズン | チーム   | GP | GS | MPG  | FG%  | 3P%  | FT%  | RPG | APG | SPG | BPG | TO  | PPG  |
| -------- | -------- | -- | -- | ---- | ---- | ---- | ---- | --- | --- | --- | --- | --- | ---- |
| 2010-11  | デューク | 11 | 8  | 27.5 | .529 | .462 | .901 | 3.4 | 4.3 | 1.5 | 0.5 | 2.5 | 17.5 |

ドラフト前測定
| 年   | 身長シューズ無し     | 身長シューズ有り    | 体重            | ウィングスパン  | スタンディングリーチ | 体脂肪 |
| ---- | -------------------- | ------------------- | --------------- | --------------- | -------------------- | ------ |
| 2011 | 6ft1.75in（187.3cm） | 6ft3.5in（191.8cm） | 191lb（86.6kg） | 6ft4in（193cm） | 8ft3in（251.5cm）    | 10.2%  |

## NBAキャリア

### クリーブランド・キャバリアーズ
2011年のNBAドラフトでは全体1位でクリーブランド・キャバリアーズに指名された。この年、NBAはロックアウトが行われ、新人選手との契約は例年より遅れた。アービングは同じく新人のトリスタン・トンプソンとともに12月10日に契約を結んだ。2人はオールスター週間に行われたライジング・スターズ・チャレンジに共に出場した。ライジング・スターズ・チャレンジでアービングは、チームチャックでプレーし、34得点、8本すべてのスリーポイントシュートを決めるなど活躍しMVPを獲得している。2011-12シーズン、平均18.5得点、5.4アシスト、FG成功率46.9%、3ポイントシュート成功率39.9%の成績を記録して、ルーキー・オブ・ザ・イヤーの投票では、120人中117人に1位票が入れられて選ばれた。またその年のルーキーで唯一、NBAオール・ルーキー・ファーストチームに満場一致で選ばれている。

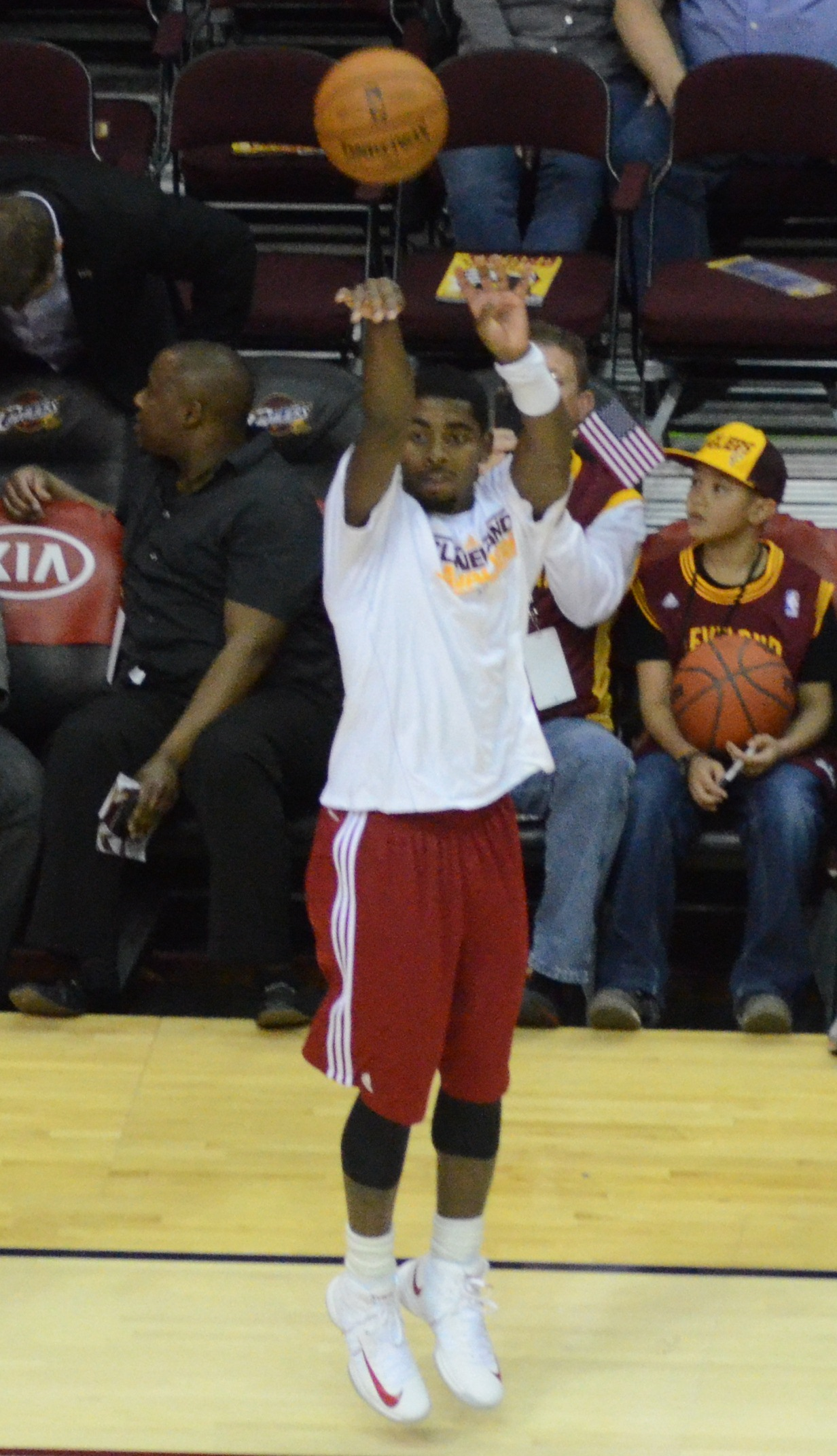
2012年、試合開始前のウォームアップ

2012年7月14日、ラスベガスで行われたNBAサマーリーグのチーム練習でターンオーバーを喫したいらだちから、パッドの入った壁を叩き、右手を骨折した。11月17日のダラス・マーベリックス戦で人差し指を負傷したが、X線検査の結果、骨には異状がなかったため、11月20日のフィラデルフィア・76ers戦にも出場したが、シュート14本中4本成功、シーズンワーストの9得点に終わり、復帰までに1カ月近くかかることとなった。12月15日のニューヨーク・ニックス戦でキャリアハイの41得点を記録した。この試合ではミルウォーキー・バックス戦で負傷したためフェイスマスクを着用していた。マディソン・スクエア・ガーデンで40得点を記録した選手としては、1985年のマイケル・ジョーダンより1歳若い、史上最年少選手となった。
2013年のNBAオールスターゲームにコーチ推薦で選出され、15得点、4アシスト、3リバウンドを記録した。ライジング・スターズ・チャレンジにもこの年出場し、チームシャックでプレーし、32得点を記録したがチームは敗れた。NBAスリーポイント・シュートアウトでは決勝で23得点を記録して優勝した。この年、平均22.5得点、5.9アシスト、3.7リバウンド、1.5スティールを記録した。
2014年のオールスターゲームでは、ファン投票でオールスターに選出され、イースタン・カンファレンスの先発ポイントガードとして、31得点、14アシストを記録して、MVPに選ばれた。2月28日のユタ・ジャズ戦で21得点、12アシスト、10リバウンドを記録し、自身初となるトリプル・ダブルを達成した。これはキャバリアーズでは2010年3月16日にレブロン・ジェームズが記録した以来の記録だった。4月15日のシャーロット・ボブキャッツ戦ではキャリアハイの44得点を記録したが、チームはオーバータイムの末、敗れた。この年、平均20.8得点、6.1アシスト、3.6リバウンド、1.5スティールを記録した。
2014年7月10日にキャバリアーズとの5年総額9000万ドルの延長契約に合意した。5年振りにレブロン・ジェームズが復帰、ミネソタ・ティンバーウルブズとのトレードでケビン・ラブが加入して、ビッグスリーと呼ばれた。

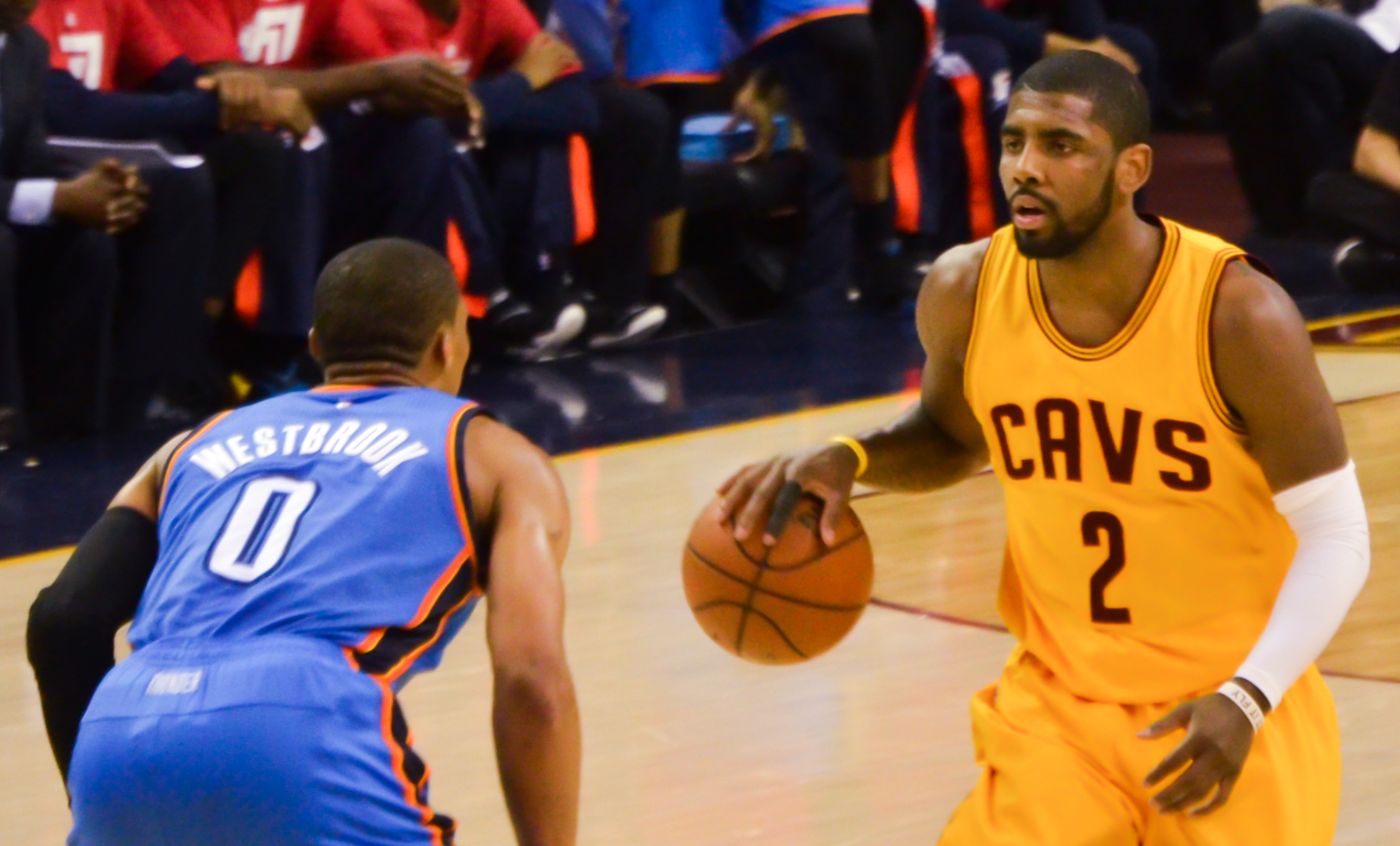
2015年、ラッセル・ウェストブルック（左）とマッチアップするアービング

シーズン開幕当初は、5勝7敗と出遅れたが、チームはその後8連勝し、この間アービングは12月4日のニューヨーク・ニックス戦で37得点を記録するなど、平均19.3得点を記録した。12月11日にオクラホマシティ・サンダーに敗れて連勝は止まったものの、12月末までの試合でチームは18勝14敗と勝ち越しで年明けを迎えた。1月4日のダラス・マーベリックス戦では背中を痛めて、第3Qまでで試合を退き、シーズン最少の6得点に終わった。1月7日のヒューストン・ロケッツ戦で復帰、シーズンハイの38得点を記録したものの、チームは最近9試合で7敗目を喫した。1月4日から13日までチームは7連敗で19勝20敗となったが、その後アービングとレブロン・ジェームズがチームを牽引し、12連勝した。この間、アービングは1月28日のポートランド・トレイルブレイザーズ戦では11本の3ポイントシュートを成功させ55得点を記録するなど、平均24.5得点を記録した。
オーバータイムまでもつれた3月12日のサンアントニオ・スパーズ戦では、第4Qに同点となるブザービーターの3ポイントシュートを決めるなど、キャリアハイの57得点を記録した。ディフェンディングチャンピオンから57得点記録したのは、1962年1月14日にフィラデルフィア・ウォリアーズのウィルト・チェンバレンがボストン・セルティックス戦で62得点を記録して以降の最多得点であった。57得点はレブロン・ジェームズが2005年3月3日のトロント・ラプターズ戦で記録した56点を更新するキャバリアーズチーム記録にもなった。チームは最後の43試合を34勝9敗で終えて、イースタン・カンファレンス第2シードでNBAプレーオフ出場を決めた。アービングにとってNBA4シーズン目で初のプレーオフ進出であった。
プレーオフ2回戦、シカゴ・ブルズとの第6戦、左膝を痛めて、第2Q残り9分47秒にベンチに下がり復帰できなかったものの、チームは94-73で勝利し、カンファレンスファイナルに進出した。
ひざの故障でアトランタ・ホークスとのカンファレンスファイナルを2試合欠場したが、チーム史上2度目となるNBAファイナル出場を果たした。
ゴールデンステート・ウォリアーズとのファイナル第1戦のオーバータイムに、左足を捻った際に以前から傷めていた左膝の傷みを悪化させた。診断の結果膝蓋骨を骨折していたことが判明し、全治3～4カ月と診断され、ファイナル残り試合の出場が絶望となり、ファイナルも2勝4敗で力尽きた。

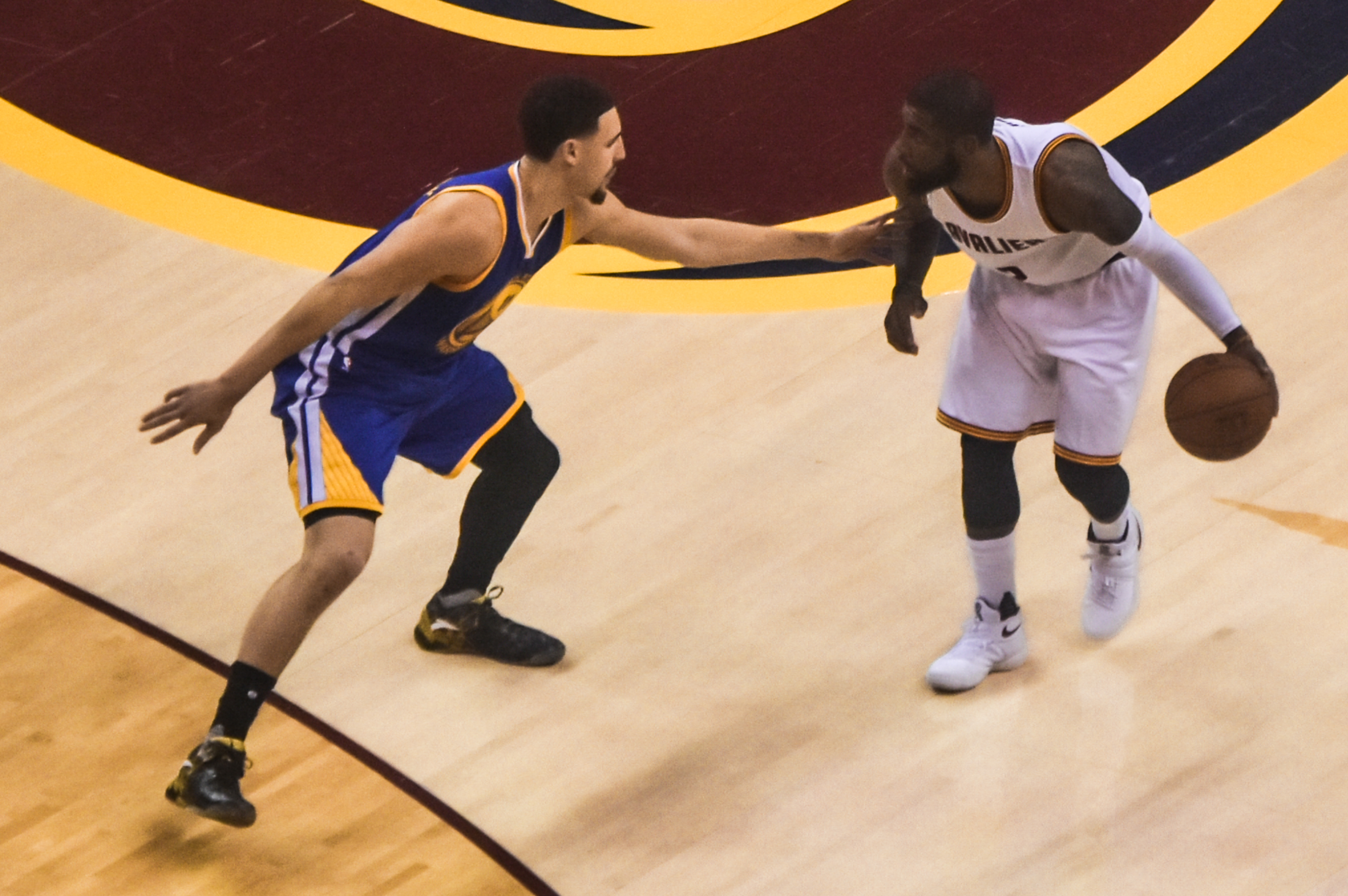
2016年、NBAファイナル第6戦クレイ・トンプソン（左）とアービング

2015-16シーズンは、前述の骨折の回復が遅れ、開幕から欠場していたが、2015年12月20日のフィラデルフィア・76ers戦で復帰した。チームは2年連続でNBAファイナルに勝ち上がり、再びゴールデンステート・ウォリアーズとの対戦となった。アービングは骨折で不本意に終わった前年の鬱憤を晴らすべく、レブロン・ジェームズと共にキャバリアーズのオフェンスを牽引。第5戦でレブロンと共にファイナル史上初のチームメイト同士の40得点以上を記録し、第7戦では、試合終盤に勝利を決定付ける3ポイントシュートを決め、キャバリアーズ念願の初のNBAチャンピオンに導いた。これはクリーブランドでは1964年にクリーブランド・ブラウンズがNFLで優勝して以来52年ぶりの4大スポーツでの優勝で、1勝3敗からの逆転優勝はNBAファイナル史上初の快挙だった。

### ボストン・セルティックス
2017年夏、トレードを要求。そして8月22日、アイザイア・トーマス、ジェー・クロウダー、アンテ・ジジッチの3選手とのトレードでボストン・セルティックスへ移籍した。

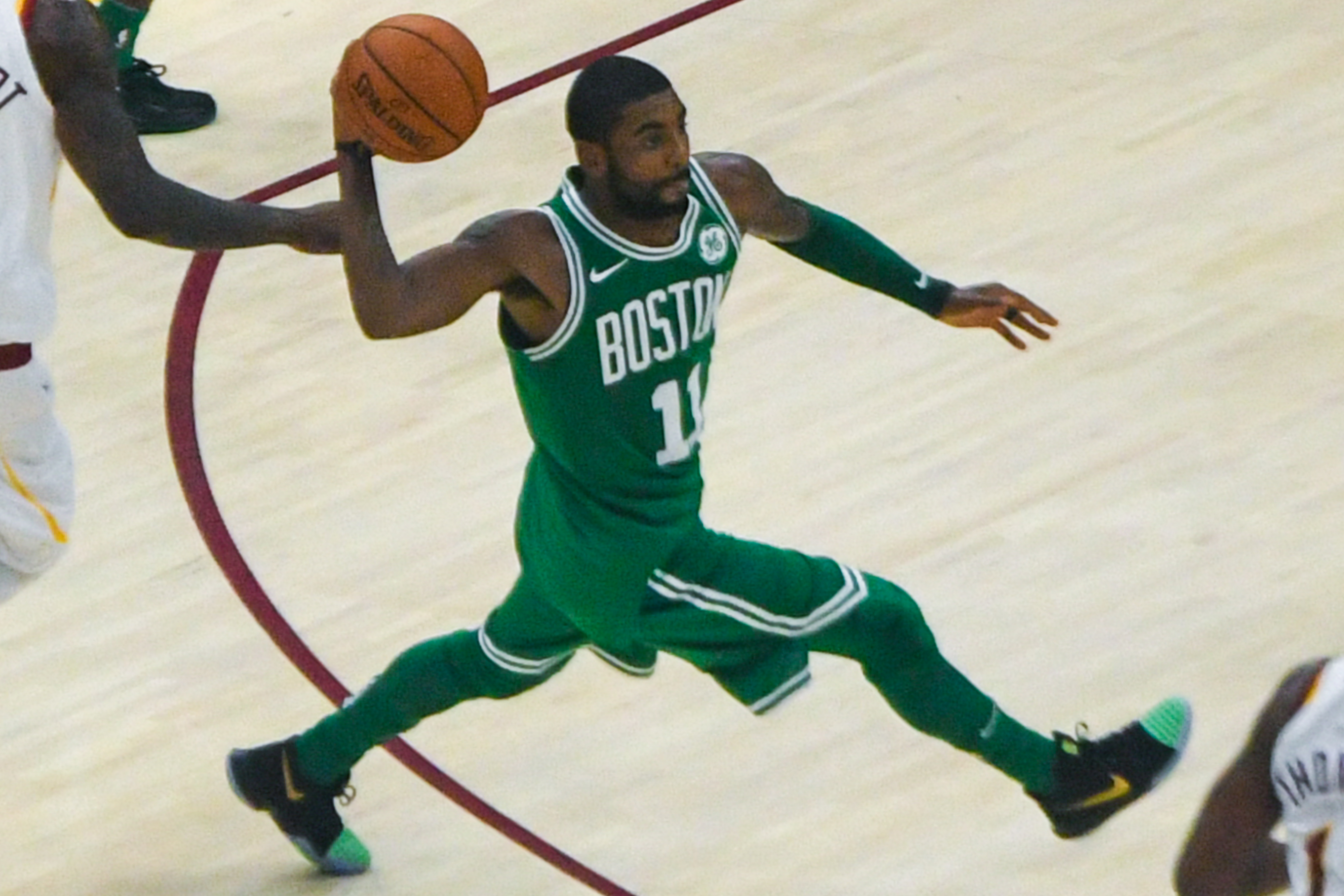
移籍後の開幕戦、古巣クリーブランド・キャバリアーズ戦でデビューをしたアービング。

2017-18シーズンの開幕戦は古巣のキャバリアーズとの対戦となった。この試合では今季ユタ・ジャズから移籍して来たゴードン・ヘイワードが、試合開始5分で足首の重傷によって離脱するという不運に見舞われ、敗れた。次のミルウォーキー・バックス戦にも敗れ開幕から2連敗してしまうが、そこからチームは球団史上4番目に長い16連勝を記録、連勝中は昨季王者のウォリアーズを倒すなどした。アービングは連勝中の16試合で平均22.9得点、5.1アシストを記録しチームを牽引した。2018年2月18日にロサンゼルスのステイプルズ・センターで行われるNBAオールスターゲームに先発出場することが発表された。2018年1月27日に行われたゴールデンステート・ウォリアーズ戦で37得点を記録したが、試合はウォリアーズに109-105で敗れた 2018年2月24日に行われたニューヨーク・ニックス戦で31得点、9リバウンド、8アシストを記録し、試合は121-112でセルティックスが勝利した。2月28日に行われたシャーロット・ホーネッツ戦で34得点、FG13/18、3P4/6を記録し、試合はセルティックスが134-106で勝利した。3月24日、左膝の低侵襲手術のため、3週間から6週間の離脱になると発表された。が、4月5日、セルティックスはアービングが再び左膝の手術を受け、復帰まで4～5カ月かかると発表した。
10月16日のフィラデルフィア・セブンティシクサーズとの開幕戦で7得点、7アシストを記録し、試合はセルティックスが105-87で勝利した。この試合を通して絶不調であり、最初のFG9本を全て外し、第3Qにフリースローで初得点を記録した。シーズン最初の6試合を通して平均14得点を記録した後、10月30日の試合で31得点を記録し、108-105で勝利した。11月8日のフェニックス・サンズ戦に第4QとOTで18得点を記録して、シーズンハイの39得点を記録し、116-109で勝利した。11月16日のトロント・ラプターズ戦ではシーズンハイの43得点、11アシストを記録し、ラプターズに123-116で勝利した。10アシスト以上で40得点を記録したのは彼にとっては初めてであり、セルティックスの選手としては2001年のアントワン・ウォーカー以来であった。またセルティックスの選手がホームで40得点・10アシスト以上を記録したのは、1992年にラリー・バードが記録して以来という快挙でもあった。12月25日のシクサーズとのクリスマスゲームでは40得点、10リバウンドを記録し、OTの末に121-114で勝利した。カイリーはこの試合、第4Q残り20秒でジミー・バトラーの上から同点のプルアップジャンプショットを沈め、OTへ持ち込む活躍を見せた。1月12日のオーランド・マジック戦では25得点、6アシストを記録したもののチームは103-105で敗れた。この試合の第4Q残り2.9秒でのインバウンズプレイでゴードン・ヘイワードはラストショットをエースのカイリーではなく2年目のジェイソン・テイタムに託した。テイタムはミドルショットを外し、そのまま敗戦となった。本来であればカイリーがシュートを打つセットであった為か、彼は不満の表情を浮かばせながらヘイワードへと詰め寄って行った。ヘイワードは試合後に「テイタムにパスを出すのもオプションの1つだった。カイリーは自分がラストショットを打つプレーの方が良いと考えていたようだ。」と語っている。カイリーは「若い選手達はチャンピオンシップチームになるには何が必要なのか分かっていない。優勝の為に1試合1試合をどう戦っていくべきなのか分かっていないんだ。今シーズンの俺達は期待に見合った活躍が出来ていない。今回のような状況で適切な判断が出来るよう経験を積まなければいけない。」とメディアの前で若手を叱責した が、後に謝罪した。1月16日のトロント・ラプターズ戦では27得点、キャリアハイである18アシストを記録する大活躍を見せた。第4Q残り2分に5連続得点を記録し、追い上げるラプターズを突き放し117-108で勝利した。1月21日のマイアミ・ヒート戦で26得点、10リバウンド、キャリアハイとなる8スティールを記録し、107-99で勝利した。1月24日、NBAオールスターのスターターが発表され、イースタンカンファレンスのスターターにカイリーも名を連ねた。カイリーはこれがキャリア6度目のオールスター選出となる。2月17日、シャーロットで開催されたオールスターゲームにレブロン・ジェームズ率いるチームレブロンの一員として出場したカイリーは、13得点を記録し、178-164でヤニス・アデトクンポ率いるチームヤニスに勝利した。3月14日、カイリーはサクラメント・キングス戦で31得点、12アシスト、10リバウンドでキャリア2回目のトリプル・ダブルを記録し、126-120で勝利した。セルティックスの選手が30得点以上でのトリプル・ダブルを達成したのは2012年2月にレイジョン・ロンド以来が達成して以来である。ポストシーズンに入り、4月15日に行われたインディアナ・ペイサーズとのファーストラウンド初戦がカイリーにとってセルティックスでの初めてのプレーオフゲームであった。カイリーはペイザーズ相手に20得点、7アシスト、5リバウンドを記録し、84-74で勝利した。セルティックスの選手で、NBAのポストシーズン最初の試合において20得点以上・5アシスト以上・5リバウンド以上を記録したのは1972年のジョジョ・ホワイト、2015年のアイザイア・トーマス以来3人目である。続く第2戦では、37得点、7アシストの大活躍を見せ、99-91でチームを勝利へ導いた。カンファレンスセミファイナルの第1戦で、彼は26得点とプレイオフでのキャリアハイとなる11アシストを記録し、ミルウォーキー・バックスに112-90で勝利した。しかし、続く4試合でミルウォーキー・バックスに4連敗を喫し、2018-19シーズンを終えた。セルティックスが敗れた4試合でカイリーはFG成功率30.1%、3P成功率18.5%と精彩を欠いたパフォーマンスを見せた。5月23日、2018-19シーズンのオールNBAチームが発表され、カイリーはオールNBA2ndチームに名を連ねた。カイリーにとってオールNBAチームに選ばれるのはこれがキャリアで2度目であり、2ndチームに選ばれるのは初めてであった。シーズン終了後の6月12日、カイリーはセルティックスとの2019-20シーズンのプレイヤーオプションを破棄し、無制限FAになった。

### ブルックリン・ネッツ
2019年7月7日、ブルックリン・ネッツと4年総額1億4100万ドルの契約を結んだ。4年目はプレイヤーオプションとなる。前シーズンの終盤にTDガーデンでセルティックスファンに対して「再契約を希望している」というコメントを残していたため、ネッツとの契約はセルティックスファンから大きな反感を買った。2019-20シーズンの開幕戦となった2019年10月23日のミネソタ・ティンバーウルブズ戦に127-126で敗れたが50得点、8リバウンド、7アシストを記録し、移籍後のデビュー戦で50得点以上を記録したNBA史上初のプレーヤーとなった。11月30日に移籍後初めてTDガーデンで行われたセルティックス戦では自身は故障のため不在だったにもかかわらず、セルティックスファンからカイリーを罵る大合唱が起こった。シーズンを通して故障に苦しみ、2020年2月20日に右肩の手術を行いシーズンの残りの試合を全休することが発表された。この年はわずか20試合の出場に終わった。
2020-21シーズンはアキレス腱断裂の大怪我から復帰したケビン・デュラント、シーズン途中にトレードで加わったジェームズ・ハーデンと共に超強力なビッグ3を形成。自身は「個人的な事情」と称して無断でチームを離脱する問題行動を複数回起こしたが、コートに立てば見事なパフォーマンスを披露し、NBA史上13例目となる50-40-90クラブを達成した。カンファレンス2位でプレーオフに出場し、1回戦で因縁のセルティックスと対戦。TDガーデンで行われた第4戦ではセルティックスファンから激しいブーイングを浴びる中141-126で勝利したが、試合後にコート上のセルティックスのロゴを意図的に踏みつけ、コートを出る際にセルティックスファンからペットボトルを投げつけられた（このファンは逮捕され、TDガーデンから永久追放処分を受けた）。ロゴを踏みつけた行為は物議を醸し、セルティックスOBのケビン・ガーネットからも苦言を呈された。
2021-22シーズンは、リーグから定められいる新型コロナウイルスのワクチン予防接種を宗教上の理由で拒否している為に、ニューヨーク州の条例に違反している事を理由に、開幕からチームより事実上の無期限出場停止状態となった。しかし、安全衛生プロトコルの問題で欠場者が続出していた2021年12月17日にアウェーでの試合限定で復帰する予定であることが発表された。その後、2022年1月5日のインディアナ・ペイサーズ戦にてシーズン初出場した。3月15日のオーランド・マジック戦では前半だけで41得点を記録。結果的に35分の出場で60得点を記録し、ネッツの球団記録を更新した。
2022-23シーズンは、自身のインスタグラムに反ユダヤに関する投稿をしたことが原因で、NBAから5試合の出場停止処分が課せられた。また、ナイキとの契約は解消されてしまう事態になった。処分解除後に復帰し、チームも好調だったが、問題行動の多さから契約延長の交渉が難航し、より大きな契約を求めてトレードを要求した。

### ダラス・マーベリックス
2023年2月6日にドリアン・フィニー＝スミス、スペンサー・ディンウィディー、2029年のドラフト1巡目指名権、2つのドラフト2巡目指名権とのトレードで、マーキーフ・モリスと共にダラス・マーベリックスへ移籍した。
2024年12月29日、ブレイザーズ戦で4Qだけで20得点を記録した。その試合なお、46得点も記録した。ルカ・ドンチッチがレイカーズにトレードされたせいなのか、2025年3月5日、キングス戦でドマンタス・サボニスにぶつかり、その際に左膝を前十字靭帯断裂をしてしまう。アービングは、そのまま、そのシーズンを全休することになる。オフシーズン中にマーベリックスと3年の延長契約を結ぶ。

## 代表歴

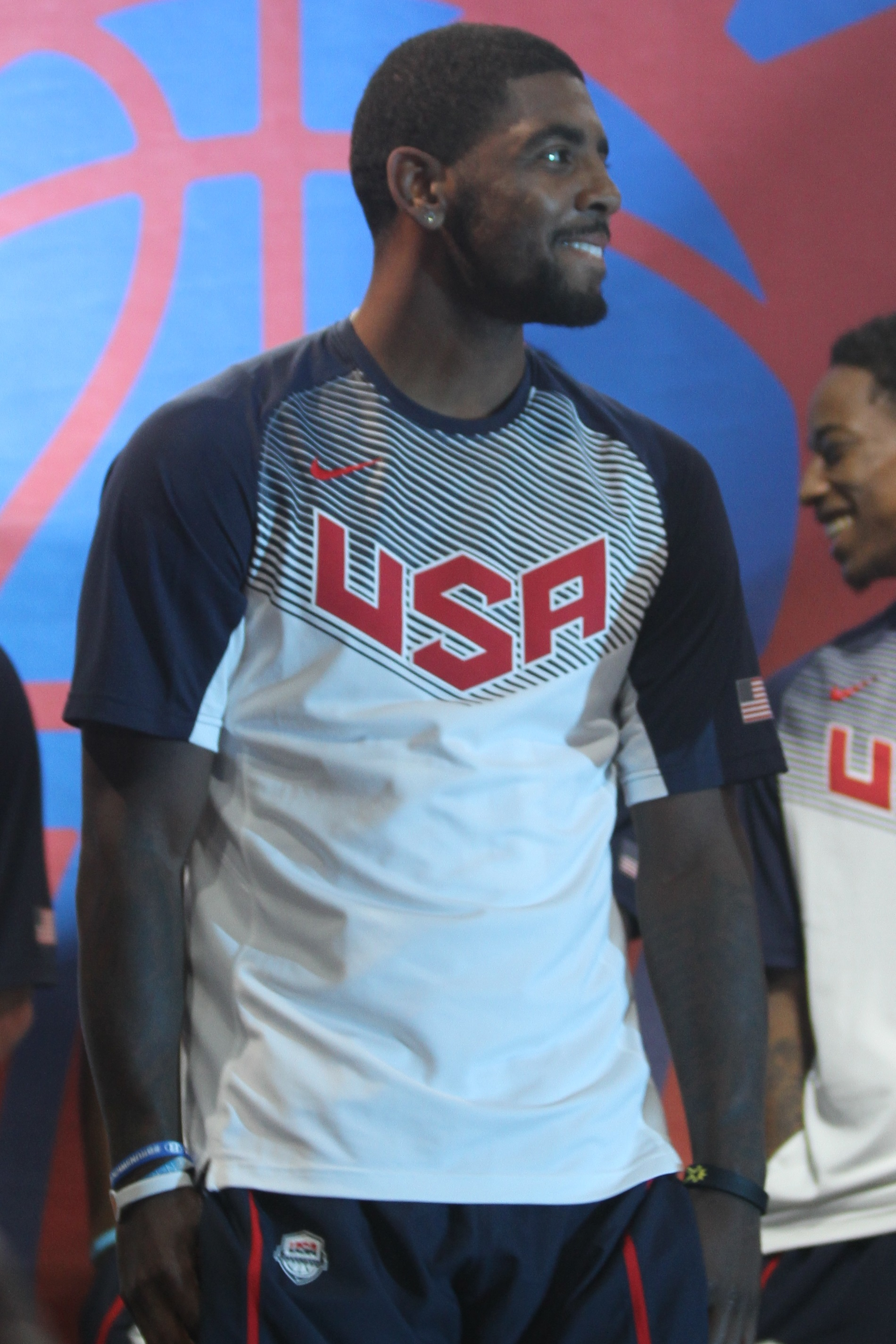
2014年世界バスケットボールフェスティバルにて

2014年にスペインで開催されたバスケットボール世界選手権ではアメリカ合衆国代表のメンバーとして、全9試合に先発出場し、平均12.1得点、3.6アシストを記録して金メダルを獲得した。決勝では26得点を記録し、大会MVPに輝いた。またこの年のUSAバスケットボールの男子年間最優秀選手にも選ばれた。
2016年開催のリオデジャネイロオリンピックで先発PGとして金メダル獲得に貢献した。同年にNBAチャンピオンとオリンピック金メダルを獲得したのはマイケル・ジョーダン、スコッティ・ピッペン、レブロン・ジェームズに続く4人目となった。
代表スタッツ
| 年   | 大会         | GP | GS | MPG  | FG%  | 3P%  | FT%  | RPG | APG | SPG | BPG | TO  | PPG  |
| ---- | ------------ | -- | -- | ---- | ---- | ---- | ---- | --- | --- | --- | --- | --- | ---- |
| 2014 | 世界選手権   | 9  | 9  | 24.3 | .562 | .609 | .833 | 2.6 | 3.6 | 1.9 | 0.1 | 1.6 | 12.1 |
| 2016 | オリンピック | 8  | 8  | 22.0 | .477 | .375 | .909 | 2.5 | 4.9 | 0.4 | 0.0 | 1.4 | 11.4 |

## 人物
名付け親は元NBA選手のロッド・ストリックランド。
2012年以降長期シリーズとなった、ペプシコーラ社ペプシマックスのアメリカ合衆国でのCMで、ストリートバスケ・ドッキリを仕掛けるバスケットボールの上手い老人「Uncle Drew（ドリュー・おじさん）」というキャラクターを演じる。第2シーズンはケビン・ラブ、第3シーズンはマヤ・ムーア、ネイト・ロビンソン、第4シーズンはレイ・アレン、バロン・デイビス、J. B. Smooveと共演した。
2017年9月、ボストン・セルティックスに加入したアービングは、古巣クリーブランド・キャバリアーズのファンに向けて、自身のインスタグラムに感謝の意を述べる書き込みを行った。
2017年2月ごろアービングは自身のポッドキャストにて地球平面説を支持していると公表し、後に撤回した。
2018年6月29日、カイリーの初主演作であるアンクル・ドリューが公開された。これは前述のカイリーが出演したペプシのCMが映画化されたものである。

## 個人成績

### NBA

#### レギュラーシーズン
| シーズン     | チーム       | GP  | GS  | MPG  | FG%  | 3P%  | FT%  | RPG | APG | SPG | BPG | PPG  |
| ------------ | ------------ | --- | --- | ---- | ---- | ---- | ---- | --- | --- | --- | --- | ---- |
| 2011–12      | CLE          | 51  | 51  | 30.5 | .469 | .399 | .872 | 3.7 | 5.4 | 1.1 | .4  | 18.5 |
| 2012–13      | CLE          | 59  | 59  | 34.7 | .452 | .391 | .855 | 3.7 | 5.9 | 1.5 | .4  | 22.5 |
| 2013–14      | CLE          | 71  | 71  | 35.2 | .430 | .358 | .861 | 3.6 | 6.1 | 1.5 | .3  | 20.8 |
| 2014–15      | CLE          | 75  | 75  | 36.4 | .468 | .415 | .863 | 3.2 | 5.2 | 1.5 | .3  | 21.7 |
| 2015–16      | CLE          | 53  | 53  | 31.5 | .448 | .321 | .885 | 3.0 | 4.7 | 1.1 | .3  | 19.6 |
| 2016–17      | CLE          | 72  | 72  | 35.1 | .473 | .401 | .905 | 3.2 | 5.8 | 1.2 | .3  | 25.2 |
| 2017–18      | BOS          | 60  | 60  | 32.2 | .491 | .408 | .889 | 3.8 | 5.1 | 1.1 | .3  | 24.4 |
| 2018–19      | BOS          | 67  | 67  | 33.0 | .487 | .401 | .873 | 5.0 | 6.9 | 1.5 | .5  | 23.8 |
| 2019–20      | BKN          | 20  | 20  | 32.9 | .478 | .394 | .922 | 5.2 | 6.4 | 1.4 | .5  | 27.4 |
| 2020–21      | BKN          | 54  | 54  | 34.9 | .506 | .402 | .922 | 4.8 | 6.0 | 1.4 | .7  | 26.9 |
| 2021–22      | BKN          | 29  | 29  | 37.6 | .469 | .418 | .915 | 4.4 | 5.8 | 1.4 | .6  | 27.4 |
| 2022–23      | BKN          | 40  | 40  | 37.0 | .486 | .374 | .883 | 5.1 | 5.3 | 1.0 | .8  | 27.1 |
| 2022–23      | DAL          | 20  | 20  | 38.2 | .510 | .392 | .947 | 5.0 | 6.0 | 1.3 | .6  | 27.0 |
| 2023–24      | DAL          | 58  | 58  | 35.0 | .497 | .411 | .905 | 5.0 | 5.2 | 1.3 | .5  | 25.6 |
| 2024–25      | DAL          | 50  | 50  | 36.1 | .473 | .401 | .916 | 4.8 | 4.6 | 1.3 | .5  | 24.7 |
| 通算         | 通算         | 779 | 779 | 34.5 | .474 | .394 | .888 | 4.1 | 5.6 | 1.3 | .4  | 23.7 |
| オールスター | オールスター | 9   | 6   | 25.3 | .598 | .460 | .750 | 6.0 | 9.2 | 1.2 | .1  | 19.1 |

#### プレーオフ
| シーズン | チーム | GP | GS | MPG  | FG%  | 3P%  | FT%   | RPG | APG | SPG | BPG | PPG  |
| -------- | ------ | -- | -- | ---- | ---- | ---- | ----- | --- | --- | --- | --- | ---- |
| 2015     | CLE    | 13 | 13 | 35.7 | .438 | .450 | .841  | 3.6 | 3.8 | 1.3 | .8  | 19.0 |
| 2016     | CLE    | 21 | 21 | 36.9 | .475 | .440 | .875  | 3.0 | 4.7 | 1.7 | .6  | 25.2 |
| 2017     | CLE    | 18 | 18 | 36.3 | .468 | .373 | .905  | 2.8 | 5.3 | 1.3 | .4  | 25.9 |
| 2019     | BOS    | 9  | 9  | 36.7 | .385 | .310 | .900  | 4.4 | 7.0 | 1.3 | .4  | 21.3 |
| 2021     | BKN    | 9  | 9  | 36.1 | .472 | .369 | .929  | 5.8 | 3.4 | 1.0 | .6  | 22.7 |
| 2022     | BKN    | 4  | 4  | 42.5 | .444 | .381 | 1.000 | 5.3 | 5.3 | 1.8 | 1.3 | 21.3 |
| 2024     | DAL    | 22 | 22 | 40.0 | .467 | .390 | .849  | 3.7 | 5.1 | 1.0 | .3  | 22.1 |
| 通算     | 通算   | 96 | 96 | 37.4 | .458 | .392 | .883  | 3.7 | 4.9 | 1.3 | .6  | 23.0 |

## タイトル・記録

### NBAタイトル
- ライジング・スターズ・チャレンジMVP：2012
- NBAルーキー・オブ・ザ・イヤー賞：2012
- NBAオールルーキーチーム1stチーム：2012
- NBAオールスターゲーム出場：2013、2014、2015、2017、2018、2019
- NBAスリーポイント・シュートアウト優勝：2013
- NBAオールスターゲームMVP：2014
- オールNBAチーム
  - 2ndチーム：2019
  - 3rdチーム：2015
- NBAチャンピオン：2016

### 国際タイトル
- FIBAバスケットボール・ワールドカップ優勝：2014
- FIBAバスケットボール・ワールドカップMVP：2014
- USAバスケットボール男子年間最優秀選手：2014
- オリンピック金メダル：2016

### キャバリアーズ記録
- 1試合最多得点：57（対サンアントニオ・スパーズ戦、2015年3月12日）

### 1試合最多記録
- 出場時間：48（対フィラデルフィア・セブンティシクサーズ戦、2013年11月9日）
- 得点：60（対オーランド・マジック戦、2022年3月15日）
- リバウンド：10 （2回、最後 対インディアナ・ペイサーズ戦、2014年11月29日）
- アシスト：14（対ミネソタ・ティンバーウルブズ戦、2017年2月1日）
- スティール：7（対ゴールデンステート・ウォリアーズ戦、2016年12月25日）
- ブロック：4（対ミルウォーキー・バックス戦、2013年12月20日）
- オフェンスリバウンド：4（3回、最後 対シカゴ・ブルズ戦、2016年12月2日）
- ディフェンスリバウンド：10（2回、最後 対インディアナ・ペイサーズ戦、2014年11月29日）
- フィールドゴール成功数：20（対サンアントニオ・スパーズ戦、2015年3月12日）
- フィールドゴール試投数：36（対ポートランド・トレイルブレイザーズ戦、2015年1月28日）
- 3P成功数：11（同上）
- 3P試投数：19（同上）
- フリースロー成功数：14（対ブルックリン・ネッツ戦、2012年11月13日）
- フリースロー試投数：14（同上）
- ターンオーバー：9（対ミネソタ・ティンバーウルブズ戦、2013年11月4日）[71]